# دارالریضه
دارالریضه (به عربی: ریضه‌) یکی از شهرهای استان عمران در کشور یمن است که در سرشماری سال ۲۰۰۵ میلادی، ۱۵٫۳۱۱ نفر جمعیت داشته‌است.